# Тимокское восстание
Тимокское восстание — народное восстание, которое началось в восточной Сербии (в настоящее время область Тимокская Краина) 28 сентября 1883 года во главе с Народной радикальной партией. Оно считается самым важным событием в истории Сербии между независимостью (1878 год) и Первой Балканской войной (1912 год). Первый бой произошёл в Луково 21 октября, когда повстанцы победили королевские войска, посланные, чтобы подавить их.

## Ход событий
Согласно радикальному политику Перу Тодоровичу, на плановом совещании Исполнительного комитета радикалов перед восстанием один из членов предложил убить всех чиновников. Поводом к восстанию послужил указ князя Милана Обреновича о принудительном изъятии оружия  у крестьян, которым они владели с 1861 года. Восставшие требовали ликвидации кабальной аренды и испольщины, уменьшении налогового бремени, демократизации центрального и местного самоуправления. Среди их требований было ликвидация феодальных повинностей, сокращения налогов, расширения прав органов местного самоуправления. 
2 ноября крестьяне по всему региону отказались сдать оружие в воинские части. Реформированной сербской армии потребовалось всего пару недель, чтобы подавить плохо организованное восстание, которое на своём пике контролировало почти половину страны и угрожало границе между Белградом и Нишем. В начале восстания король Милан I Обренович боялся, что солдаты не будут готовы стрелять по своему собственному народу. Но благодаря решению о выплате офицерам вдвое больше, чем заработали высшие чиновники, и начислении доплаты солдатам, которые непосредственно боролись с повстанцами, его страхи оказались беспочвенны. Австро-венгерской консул в Белграде отметил, что «в истории сербского народа была написана новая страница, когда армия запустила свой первый снаряд по повстанцам».
После восстания многие радикальные лидеры, в том числе Никола Пашич, бежали за границу. Из участников, которые остались, 809 были преданы суду. Из них 567 были приговорены к принудительным работам, 68 — к тюрьме, 5 — к аресту и 75 были освобождены. Оставшиеся 94 были приговорены к смерти: 20 приговоров было исполнено сразу же, один покончил с собой, 10 бежало за границу и 63 были, в конце концов, помилованы.